# Vera Krasova
Vera Krasova (russisk: Вера Викторовна Красова, tr. Vera Viktorovna Krasova; født 11. december 1987 i Moskva, Sovjetunionen) er en russisk model og skønhedsdronning. Hun deltog i Miss Rusland 2007 hvor hun repræsenterede Moskva og blev nummer to, efter Ksenija Sukhinova. Da Ksenija Sukhinova var forhindret i at deltage i Miss Universe 2008 i Nha Trang, Vietnam, repræsenterede Vera Krasova i stedet Rusland, hvor hun blev blandt de top-5 højest placerede deltagere.